# Ladislau Kán al III-lea
Ladislau Kán (n. secolul al XIII-lea – d. 1315) al III-lea a fost ales voievod al Transilvaniei în 1315, după moartea lui Ladislau Kán al II-lea. El nu a fost acceptat de regele Ungariei, fiind înlocuit cu Nicolae Meggyesi.
El a fost un membru al familiei nobiliare Kán.